# Ippolito Cavalcanti
Ippolito Cavalcanti, duque de Buonvicino (2 de septiembre de 1787 - Nápoles, 5 de marzo de 1859) fue un noble de Florencia y conocido en la actualidad por haber sido el escritor de algunas obras gastronómicas sobre la cocina italiana.  

## Obra
- Cucina teorico - pratica, 1837, Roma es una obra referencia para entender muchos de los platos actuales de la cocina italiana, obra a la que dedicó cerca de veinticinco años de su vida, durante largos periodos de reflexión, o como él mismo dice en su prólogo: "divagarsi nei momenti d'ozio".